# Partie orientale du Massif des Bauges
Partie orientale du Massif des Bauges este o arie protejată (sit de importanță comunitară — SCI) din Franța întinsă pe o suprafață de 14.486 ha, integral pe uscat.

## Localizare
Centrul sitului Partie orientale du Massif des Bauges este situat la coordonatele 45°40′10″N 6°13′29″E / 45.66944°N 6.22472°E.

## Înființare
Situl Partie orientale du Massif des Bauges a fost declarat arie specială de conservare în baza directivei 92/43 din 1992 referitoare la conservarea habitatelor naturale și a faunei și florei sălbatice pentru a proteja 4 specii de plante și 3 specii de animale.

## Biodiversitate
Situată în ecoregiunile alpină și continentală, aria protejată conține 19 habitate naturale: Păduri pe pante, grohotișuri și ravene de Tilio-Acerion, Păduri acidofile de Picea de la nivel montan la nivel alpin (Vaccinio-Piceetea), Pajiști alpine și boreale, Pajiști uscate seminaturale și facies de acoperire cu tufișuri pe substraturi calcaroase (Festuco-Brometalia) (* situri importante pentru orhidee), Fânețe montane, Lespezi calcaroase, Păduri aluvionare cu Alnus glutinosa și Fraxinus excelsior (Alno-Padion, Alnion incanae, Salicion albae), Grohotișuri calcaroase și de șisturi calcaroase de la nivelul montan până la nivelul alpin (Thlaspietea rotundifolii), Tufărișuri subarctice cu Salix spp., Păduri montane și subalpine de Pinus uncinata (* dezvoltate pe substrat gipsos sau calcaros), Păduri de fag subalpine medio-europene cu Acer și Rumex arifolius, Păduri de fag din Europa Centrală dezvoltate pe sol calcaros cu Cephalanthero-Fagion, Râuri de munte și vegetația lor lemnoasă cu Salix elaeagnos, Pajiști alpine și subalpine calcaroase, Liziere de ierburi înalte hidrofile de câmpie și de nivel montan până la alpin, Fânețe de joasă altitudine (Alopecurus pratensis, Sanguisorba officinalis), Grohotișuri termofile și vest-mediteraneene, Pante stâncoase calcaroase cu vegetație casmofită, Păduri de fag Asperulo-Fagetum.
La baza desemnării sitului se află mai multe specii protejate:
- plante (4): Buxbaumia viridis, papucul doamnei (Cypripedium calceolus), Eryngium alpinum, Potentilla delphinensis
- mamifere (1): râs eurasiatic (Lynx lynx)
- nevertebrate (2): fluturele auriu (Euphydryas aurinia), Rosalia alpina

Pe lângă speciile protejate, pe teritoriul sitului au mai fost identificate 1 specie de amfibieni, 2 specii de nevertebrate.